# José de Escandón

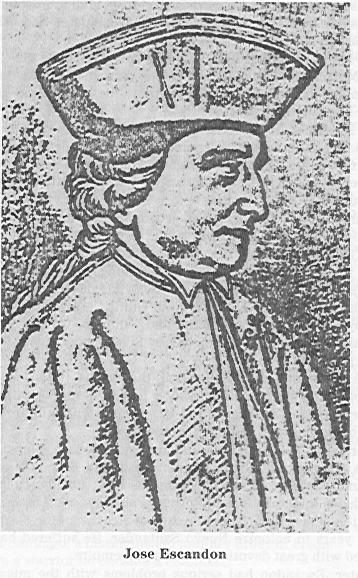
José de Escandón

José de Escandón y Helguera, conde (deutsch: Graf) de Sierra Gorda, (* 19. Mai, (nach anderen Quellen: getauft 25. März) 1700 in Soto de la Marina, Kantabrien, Spanien; † 10. September 1770 in Mexiko-Stadt) war ein spanischer Offizier, der die Besiedlung von Nuevo Santander leitete und als erster Gouverneur dieser Provinz amtierte.

## Leben

### Herkunft und Jugend
José de Escandón kam als Sohn von Juan de Escandón y Rumoroso und Francisca de Elguera y Llata im kantabrischen Soto de la Marina, unweit von Santander, zur Welt. Nach dem Schulbesuch in seiner Heimatstadt ging er 1715 nach Amerika. Er fuhr mit der Flottille von Juan José de Vertíz y Hontañón, der im Dezember 1715 das Amt des Gouverneurs von Yucatán übernahm. In Mérida, schloss er sich als Kadett einer spanischen Kavalleriekompanie an und diente dort fünf Jahre lang unter dem Kommando seines Onkels Antonio de la Helguera Castillo.

### Militärkarriere in Mexiko
1721 wechselte er nach Querétaro und diente im Range eines Sargente Mayor in der dortigen Miliz, wo er vor allem im Kampf gegen indianische Revolten in der Sierra Gorda eingesetzt wurde. 1724 heiratete er María Antonia de Ossio y Ocampo, die Tochter eines Hauptmannes, die 1736 starb. Nach dem Tode seiner Frau heiratete er 1737 Josefa de Llera y Bayas, ebenfalls aus Querétaro. Sie starb 1762.
Ab 1727 befehligte er Kampfhandlungen gegen aufständische Indianer bei Celaya und unterdrückte einen Aufstand indianischer Minenarbeiter in den Bergwerken von Guanajuato sowie in San Miguel el Grande.
1740 erhob ihn der Vizekönig zum Obersten der Miliz von Querétaro. Seine aus Sicht der Machthaber erfolgreichen Einsätze in der Sierra Gorda bescherten ihm 1749 die Erhebung in den Adelsstand als Graf von Sierra Gorda und die Aufnahme in den Orden von Santiago. 1751 folgte die Beförderung zum Generalleutnant.

### Gründung von Nuevo Santander
1746 erhielt Escandón von Vizekönig Juan Francisco de Güemes y Horcasitas den Auftrag, den Landstrich zwischen Tampico und dem Río San Antonio zu erkunden. Der Küstenwald und die Bergregion waren zum Rückzugsgebiet für aufständische Indianervölker, entlaufene Sklaven und Gesetzlose geworden und galten als hochgradig unsicher.
1747 stellte Escandón dem Vizekönig einen Plan für die Besiedlung des Gebietes vor; sieben Divisionen sollten dorthin verlegt werden. Am 1. Juni 1748 folgte die Ernennung von Escandón zum Gouverneur der neuen Provinz, die zunächst Colonia de la Costa del Seno Mexicano (deutsch: Kolonie an der Golfküste) hieß, aber bald zu Ehren von Escandóns Heimat Nuevo santander genannt wurde.
Die Siedlungsexpedition verließ im Dezember 1748 mit 750 Soldaten und rund 2.500 potenziellen Siedlern Querétaro in Richtung Nordosten. Die Spanier gingen dabei ganz in der Art der klassischen Conquista mit großer Härte gegen die Indianer vor.
Am Weihnachtstag 1748 begann der Siedlungsprozess mit der Errichtung einer ersten Siedlung, die Escandón nach dem Nachnamen seiner Frau Llera nannte. 1749 gründeten die Siedler unter Führung des Gouverneurs die ersten Siedlungen entlang des Río Grande: Camargo (am 5. März) und Reynosa am (14. März). 1750 folgte Revilla, 1753 Ciudad Mier und schließlich 1755 Laredo, das zur größten und bedeutendsten Stadt wachsen sollte und auch die Hauptstadt der Provinz wurde. In jeder Siedlung wurden Missionen eingerichtet, mit dem Ziel, die Indianer der Umgebung zum Christentum zu bekehren.

### Als Gouverneur von Nuevo Santander
1767 erhielten die Siedler von Nuevo Santander die Landrechte für die von ihnen erschlossenen Grundstücke, wie es ihnen beim Aufbruch versprochen worden war. In einem zweiten Schritt begann die Besiedlung der Landstriche nördlich des Río Grande bis zum San Antonio River im heutigen Texas.
Als Diego Corrido ihn beim Vizekönig der Misswirtschaft und des Amtsmissbrauchs beschuldigte, reiste Escandón nach Mexiko-Stadt, um sich zu verteidigen. Während des Verfahrens der Juicio de Residencia (deutsch: Bewertung der Amtsführung) starb er im September 1770. Er wurde in Mexiko-Stadt begraben. Sein Sohn Manuel de Escandón beantragte die Einstellung des Verfahrens, das Gericht befand ihn für unschuldig.